# VI Quadriennale nazionale d'arte di Roma
Con la VI edizione del 1951, la Quadriennale nazionale d'arte di Roma tornò alla sua sede storica, il Palazzo delle Esposizioni in via Nazionale a Roma, dopo che, nel 1948, si era spostata alla Galleria nazionale d'arte moderna e contemporanea a Valle Giulia. L'esposizione si aprì il 18 dicembre del 1951 e durò fino all'aprile 1952.

## Presidente, segretario, commissioni e giurie
Con la ricomposizione dell'ente Quadriennale, il commissario della precedente edizione, lo scultore Francesco Coccia, passò la mano a un segretario generale, il critico d'arte Fortunato Bellonzi, che rimase in carica per un trentennio, determinando un'intera epoca. Presidente venne nominato lo scrittore Antonio Baldini.
Gli espositori furono selezionati da una "Commissione per gli inviti" composta interamente da artisti e presieduta dal pittore Carlo Carrà. Ne fecero parte:
- lo scultore Pericle Fazzini
- il pittore Mario Mafai
- lo scultore Giovanni Prini
- il pittore Bruno Saetti.

In qualità di rappresentanti sindacali degli artisti, ne fecero parte anche: 
- il pittore Giuseppe Canali
- lo scultore pittore e incisore Publio Morbiducci
- il pittore Armando Pizzinato.

Le giurie furono due, una nominata dal Consiglio di amministrazione e una dagli artisti.
Furono membri della prima:
- il pittore Amerigo Bartoli
- il pittore Renato Birolli
- il pittore Vincenzo Ciardo
- lo scultore Oscar Gallo
- lo scultore Alberto Gerardi.

Furono membri della giuria nominata dagli artisti:
- il pittore Felice Casorati
- il pittore Renato Guttuso
- lo scultore Pericle Fazzini
- il pittore Mario Mafai
- lo scultore Francesco Messina.

Dalle due giurie venne eletto anche un membro aggiunto, il disegnatore, pittore e umorista Mino Maccari.

## Allestimento e collocamento delle opere
L'allestimento fu affidato all'ingegnere Giacomo Maccagno (dipendente del comune di Roma) e all'architetto Adolfo Bobbio, mentre la collocazione era seguita da una commissione ad hoc, di cui facevano parte
- il pittore Beppe Guzzi
- il pittore Francesco Perotti
- lo scultore Giovanni Prini.

## Catalogo
Il catalogo, VI Quadriennale nazionale d'arte di Roma, fu edito per i tipi della casa editrice De Luca (che curerà i successivi cataloghi fino a tutti gli anni Settanta). Ebbe 509 pagine di cui 212 tavole.

## Retrospettive
Molte le retrospettive e le mostre, in tutto quattordici. Tra queste:
- Mostra dei bozzetti di Antonio Canova
- Mostra antologica della pittura italiana del secondo Ottocento
- Mostra della caricatura
- Emilio Gola
- Vincenzo Gemito
- Francesco Paolo Michetti
- Armando Spadini
- Amedeo Modigliani
- Lorenzo Viani
- Arturo Martini
- Osvaldo Bigioni
- Norberto Pazzini
- Gaetano Martinez
- Concetto Maugeri.

## Elenco degli artisti partecipanti
Gli artisti che parteciparono alla VI Quadriennale furono in totale 861, tra quelli partecipanti all'esposizione vera e propria e i 18 cui erano state dedicate retrospettive. Le opere esposte furono circa 2400.

### A
Giuseppe Abbati; Rosetta Acerbi; Giovanni Acquaviva; Giuseppe Agrelli; Elia Ajolfi; Tristano Alberti; Luciano Albertini; Livia Alfieri; Adele Altarelli; Augusto Alvini; Orazio Amato; Alfonso Amorelli; Giovanni Amoroso; Danilo Andreose; Alberto Andrullo; Pietro Annigoni; Nereo Annovi; Anonimo; Richard Antohi; Adriana Apolloni; Giuseppe Ar; Raffaele Arecco; Giuseppe Armocida; Luca Arrighini; Enzo Assenza; Franco Assetto; Renato Avanzinelli; Mario Avati; Marcello Avenali; Pietro Azzaroni

### B
Edmondo Bacci; Venanzio Baccilieri; Vittorino Bagattini; Umberto Baglioni; Franco Bagni; Giacomo Balla; Giuseppe Bandieri; Domenico Baranelli; Rosalba Barbanti; Saverio Barbaro; Giuseppe Barberi; Francesco Barbieri; Luigi Barbieri; Giovanni Barbisan; Latino Barilli; Duilio Barnabè; Ettore Baroschi; Ettore Barresi; Luigi Bartolini; Luigi Bassano; Nina Batalli; Marina Battigelli; Luisa B. Diana; Gian Becchina; Fausta Beer; Giordano Belardinelli; Gino Bellani; Laura Bellini; Mario Beltrami; Camilla Benaim; Enzo Benedetto; Giorgio Bensi; Gustavo Benucci; Valentina Berardinone; Ugo Bernasconi; Roberto Bertagnin; Mario Bertini; Tommaso Bertolino; Ilde Tasia Bertoncin; Mario Bertozzi; Mosè Bianchi; Lino Bianchi Barrivera; Angelo Biancini; Walter Bianco; Pietro Bibolotti; Primo Bidischini; Antonio Biggi; Osvaldo Bigioni; Saverio Blasi; Giovanni Boldini; Paolo Boldrini; Carlo Bonacina; Armando Bonanni; Antonio Bonfiglio; Renzo Bongiovanni Radice; Antonio Boni; Demos Bonini; Giovanni Bonini; Umberto Bonzanini; Rocco Borella; Aldo Borgonzoni; Maria Grazia Bornigia; Pompeo Borra; Odoardo Borrani; Alfonso Bortolotti; Carlo Bossi; Osvaldo Bot; Guglielmo Bozzano; Giovanni Brancaccio; Biagio Brancato; Gastone Breddo; Antonio Brenda; Remo Brindisi; Dante Broglio; Renato Brozzi; Gianni Brumatti; Renato Bruscaglia; Anselmo Bucci; Renato Bussi; Remigio Butera

### C
Vincenzo Cabianca; Luigi Cabianco; Cesare Cabras; Guido Cadorin; Nino Caffè; Enrico Cajati; Ettore Calvelli; Michele Cammarano; Camillo Campana; Pier Carlo Campanello; Sara Campesan; Gigi Candiani; Caro Canetti; Antonio Canova; Antonio Cappelletti; Cappiello; Ugo Carà; Umberto Carabella; Paola Caracciolo; O. G. Caramazza; Caramba (Luigi Sapelli); Antonio Carbonati; Antonio Cardile; Primo Carena; Renato Carmagnola; Corrado Carmassi; Enrico Carmassi; Carmelo; Silvio Carmosini; Giovanni Carnevali (Il Piccio); Caronte (Arturo Calleri); Duilio Carotti; Arnaldo Carpanetti; Giorgio Carpanini; Carlo Carrà; Giuseppe Carrino; Angelo Casati; Michele Cascella; Tommaso Cascella; Vittorio Casetti; Aurelia Casoni; Ezio Casoni; Umberto Maria Casotti; Gigi Castellani; Liberto Castellani; Raffaele Castello; Ezio Castellucci; Katy Castellucci; Alfredo Catarsini; Giovanni Catti; Giuseppe Cavallera; Dario Cecchi; Leonetta Cecchi Pieraccini; Adriano Cecioni; Carmine Cecola; Andrea Cefaly; Giorgio Celiberti; Gisberto Ceracchini; Alessandro Cervellati; Arturo Checchi; Zena Checchi Fettucciari; Angelo Cherubini; Ferdinando Chevrier; Alberto Chiancone; Aldo Chiappelli; Federico Chiara; Maria Chiaromonte; Filippo Chiss; Giovanni Chissotti; Guglielmo Ciardi; Vincenzo Ciardo; Arnoldo Ciarrocchi; Enzo Cieri; Piramo Cigheri; Federico Cilia; Giovanni Ciliberti; Giovanni Cilio; Mario Cimara; Gabriella Cipollaro Puccioni; Mario Ciucci; Sandro Ciuffarella; Vincenzo Claps; Umberto Clementi; Remigio Clementoni; Fabrizio Clerici; Antonio Cocchioni; Nando Coletti; Libero Collina; Raffaele Collina; Rolando Colombini; Vincenzo Colucci; Hansi Cominotti; Michelangelo Conte; Nino Corrado Corazza; Carlo Corsi; Nino Costa; Tino Costa; Raffaele Costi; Merito Costalunga; Tranquillo Cremona; Italo Cremona; Leonardo Cremonini; Riccardo Crivelli; Gino Croari; Venanzo Crocetti; Giuseppe Cuccaroni; Nazzareno Cugurra; Gigi Cuniolo; Gennaro Cuocolo; Emo Curugnani

### D
P. Ugolino Da Belluno; Sansonetto Da Bologna; Gian Rodolfo D'Accardi; Marcello D'Agliano; Carlo Dalla Zorza; Lia Dall'Oglio Sicher; Nullo D'Amato; Giulio Da Milano; Vito D'Ancona; Giulio D'Angelo; Pasquale D'Angelo; Nicola D'Antino; Lorenzo D'Ardia; Eugenio Da Venezia; Enzo Davince; Federico De Angelis; Francesco De Angelis; Giuseppe De Angelis; Luigi De Angelis; Cia De Blasio; Giorgio De Chirico; Luciano De Comelli; Emilia De Divitis; Aurelio De Felice; Alfredo De Filio; Domenico De Francesco; Lyda De Francisci; Sergio De Francisco; Renato De Giorgis; Michele De Giosa; Raffaele De Grada; Luigina De Grandis; Pina De Gregori; Pietro De Laurentiis; Dina Del Culto; Francesco Del Drago; Giacinta Del Gallo; Amleto Del Grosso; Mario Delitala; Nino Della Notte; Mino Delle Site; Nannetto Del Vivo; Giuseppe De Nittis; Ugo De Palma; Nicola De Pandis; Maria De Regibus; Federico De Rinaldo; Francesco De Rocchi; Federico De Rocco; Stanislao Dessy; Girolamo De Stefani; Armando De Stefano; Serafino De Tivoli; Margherita De Vincentis Zambrano; Giorgio De Vincenzi; Emilia De Vitiis; Giuseppe Di Caro; Alessandro Di Ceglie; Vittorio Di Colbertaldo; Orlando Di Collalto; Oscar Di Prata; Ida Pia Donati; Antonio Donghi; Tina Dompè; Armando Donna; Ercole Drei; Laura Drudi

### E
Placido Errico; Aristide Etruschi

### F
Agenore Fabbri; Ferruccio Fabbri; Rachele Fabbri; Mario Facchinetti; Giacomo Faggioni; Fabio Failla; Ines Falluto; Eliano Fantuzzi; Giovanni Fattori; Giacomo Favretto; Pericle Fazzini; Eugenio Fegarotti; Bice Ferrari; Franco Ferrari; Guglielmo Ferrari; Cornelia Ferraris; Benvenuto Ferrazzi; Ferruccio Ferrazzi; Pier Demetrio Ferrero; Ferruccio Ferri; Antonio Ferro; Guido Ferroni; Giacinto Fiore; Michele Fiore; Eligio Finazzer Flori; Domenico Fiorentino; Garzia Fioresi; Marina Flaugnatti; Rosa Florio; Foiso Fois; Umberto Folli; Carlo Fontana; Antonio Fontanesi; Claudia Formico; Ivano Fossani; Riccardo Francalancia; Umberto Franzosi; Gian Flaminio Frassati; Giuseppe Fratalocchi; Ezio Frigerio; Biagio Frisa; Donato Frisia; Lotte Frumi; Vincenzo Frunzo; Mario Fulloni; Salvatore Fumo; Alfredo Furigà

### G
Gino Gabrieli; Silverio Gadaldi; Giovanni Gaglianone; Salvatore Gagliardo; Guido Galletti; Oscar Gallo; Gino Gandini; Lorenzo Garaventa; Vito Garaventa; Franco Garelli; Nino Gasbarri; Luciano Gaspari; Enrico Gaudenzi; Felice Gazzilli; Lelio Gelli; Valmore Gemignani; Vincenzo Gemito; Alberto Gerardi; Augusto Ghelfi; Gianni Ghelfi; Guelfo Gherlinzoni; Quinto Ghermandi; Valentino Ghiglia; Renzo Ghiozzi (Zoren); May Giannuzzi Savelli; Amleto Giannelli; Umberto Giaroli; Lorenzo Gigotti Micheli; Antonio Ruggero Giorgi; Michele Manuel Gismondi; Carlo Giovannoni; Sanzio Giovannelli; Franco Girosi; Maria Letizia Giuliani; Laura Giuliani Redini; Raffaele Giurgola; Tommaso Gnone; Emilio Gola; Giuseppe Golfieri; Guido Gonin; Lina Gorgone; Gino Paolo Gori; Gino Gorza; Tonino Grassi; Nicola Grassitelli; Renzo Grazzini; Emilio Greco; Guido Gremigni; Angelo Gresele; Italo Griselli; Piero Guali; Cesarina Gualino; Marcello Guasti; Alcione Gubellini; Manlio Guberti Helfrich; Luigi Guerinoni; Michele Guerrisi; Ugo Guidi; Russo Gusan; Beppe Guzzi

### H
Carlo Hollan; Carlo Hollesch

### I
Maria Luisa Iannetti; Bruno Innocenti; Virginio Ippolito; Giancarlo Isola

### J
Giuseppe Jacchini; Emma Jeker

### L
Roberto La Carruba; Elena La Cava; Alfio Lambertini; Dino Lanaro; Giuseppe La Parola; Guido La Regina; Mimy La Touche; P. Cherubino Lattanzi; Giuseppe Lattanzio; Emanuele Lavacca; Liliana La Valle; Bice Lazzari; Silvestro Lega; Alessandro Leonori Cecina; Massimo Leosini; Antonio Leotti; Ferruccio Lessana; Adolfo Levier; Beppe Levrero; Claudio Lezoche; Umberto Lilloni; Salvatore Li Rosi; Piera Livellara; Raffaello Locatelli; Francesco Lodi; Silvio Loffredo; Eupremio Lo Martire; Gino Lombardi; Umberto Lombardi; Betto Lotti; Dilvo Lotti; Ugo Lucerni; Felice Ludovisi; Gloria Lumbroso; Bruna Lupi Manciola; Renzo Lupo; Domenico Lusetti

### M
Mino Maccari; Tommaso Macera; Vittoria Maceratesi; Mario Mafai; Augusto Magli; Luisa Maiorino Capri; Giuseppe Malagodi; Giannetto Malmerendi; Paolo Manaresi; Pietro Antonio Manca; Pompilio Mandelli; Antonio Mancini; Romeo Mancini; Antonio Mannella; Edgardo Mannucci; Giannetto Mannucci; Giuseppe Manzone; Giacomo Manzù; Tranquillo Marangoni; Antonio Marasco; Giulio Marchetti; Romeo Marchetti; Milio Marchi; Mario Marcucci; Giulio Marelli; Anacleto Margotti; Luigi Mariano; Ugo Marinageli; Adolfo Marini; Giuseppe Marino; Carmelo Marotta; Carlo Marra; Maria Martinengo; Gaetano Martinez; Arturo Martini; Ugo Martinotti; Napoleone Martinuzzi; Franco Marzotto; Norma Mascellani; Marcello Mascherini; Aniellantonio Mascolo; Titina Maselli; Leo Masinelli; Giuseppe Massari; Ernesto Masuelli; Umberto Mastroianni; Adolfo Matarelli (Mata); Felice Mattioli; Concetto Maugeri; Antonio Mauro; Antonio Mazzotta; Delfico Melchiorre; Pietro Melecchi; Melkiorre Melis; Dino Menato; Carmelo Mendola; Demetrio Menegatti; Francesco Messina; Elettra Metallino; Giuseppe Miceli; Marella Micheli; Francesco Paolo Michetti; Giuseppe Migliaccio; Giuseppe Migneco; Giuseppe Milesi; Sebastiano Milluzzo; Clara Mingoli; Saro Mirabella; Cesare Mocchiutti; Amedeo Modigliani; Natalia Mola; Carmelo Molins; Giovanni Molteni; Dante Montanari; Carlo Montani; Carlo Montarsolo; Vincenzo Montefusco; Alessandro Monteleone; Pietro Mario Monteverdi; Emanuele Montrone; Cesare Monti; Lucifero Pina Morabito; Gino Morandi; Pietro Morando; Vittorio Morelli; Domenico Morelli; Bernardo Morescalchi; Marisa Mori; Eraldo Mori Cristiani; Neno Mori; Elio Morri; Giuseppe Motti; Marcello Muccini; Antonio Muñoz; Antonio Mura; Italo Mus; Giulio Vito Musitelli; Fulvio Muzzi

### N
Gilda Nagni; Nasica (Augusto Majani); Aldo Natili; Giacomo Negri; Giuseppe Nigrisin; Armando Nocentini; Primo Nolli; Luigi Nono; Emilio Notte; Marco Novati; Gigi Novigno

### O
Alberto Oliviero; Cipriano Efisio Oppo; Alfredo Orio; Orlando Paladino Orlandini; Franco Orlando; Nemesio Orsatti; Enrico Ortolani

### P
Mario Pacilio; Umberto Padella; Giorgio Pagi; Nardo Paiella; Gioanni Palizzi; Giuseppe Palizzi; Nicola Palizzi; Gastone Panciera; Nazzareno Pancino; Pier Claudio Pantieri; Delfo Paoletti; Luigi Paoletti; Dino Paolini; Sandro Parmeggiani; Enzo Pasqualini; Armando Pasquini; Ezio Pastorino; Agostino Pastene; Luigi Pavanati; Norberto Pazzini; Tommaso Peccini; Mario Pellarin; Luigi Pellegrino; Giovanni Pellis; Tino Pelloni; Siro Penagini; Bruno Pendini; Fulvio Pendini; Luigi Pera; Ines Perino; Francesco Perotti; Franco Pesce; Umberto Peschi; Carlo Alberto Petrucci; Franco Petruzzi; Alessandro Petti Colucci; Antonio Pettinicchi; Diego Pettinelli; Sigfrido Pfau; Valentina Pianca; Marianna Piani; David Piazza; Giuliano Picchi; Francesco Piccini; Giuseppe Piccolo; Piccone; Italo Picini; Gennaro Picinni; Orazio Pigato; Antonio Pinto; Giuseppe Piombanti; Gamba Pipein; Fausto Pirandello; Giuseppe Pirrone; Vincenzo Piras; Valerio Pisano; Agata Pistone; Sandra Pittini; Fred Pittino; Salvatore Pizzarello; Guglielmo Pizzirani; Amelia Platone; Maria Pogliaghi; Orlando Poian; Ebe Poli; Vivaldo Poli; Adriano Polli; Giovanni Pontini; Domenico Ponzi; Alessandro Pornaro; Mario Porta; Eleonora Posabella; Gino Pozzi; Pippo Pozzi; Carlo Prada; Enrico Prampolini; Mercedes Prestia Spalmach; Italo Primi; Angelo Prini; Giovanni Prini; Francesco Prosperi; Roberto Pucci; Linda Puccini; Enotrio Pugliese; Domenico Purificato

### Q
Carlo Quaglia; Enrico Quattrociocchi; Carmelo Quattrok; Mimì Quilici Buzzacchi

### R
Enrico Ragni; Giuseppe Ragogna; Gaspare Raicevich Mazzola; Carol Rama; Ugo Rambaldi; Daniele Ranzoni; Ratalanga (Gabriele Galantara); Ireneo Ravalico; Ugo Recchi; Francesco Redenti; Pierca (Pier Carla Reghenzi); Luigi Renzoni; Piero Restellini; Manlio Rho; Federico Righi; Arrigo Righini; Eli Riva; Fausta Rivera; Ezio Rizzetto; Pippo Rizzo; Giulia Rizzoli; Dora Roccaforte; Amelio Roccamonte; Raffaele Rocchi; Paolo Rodocanachi; Gina Roma; Elio Romano; Leonardo Romano; Giovanni Romagnoli; Giuseppe Romanelli; Aldo Roncaglia; Fernando Ronchetti; Andreina Rosa; Lya Rosi; Amleto Rossi; Enzo Rossi; Ilario Rossi; Leno Rossi; Eraldo Rossomando; Francesco Ruberti; Nicola Rubino; Quirino Ruggeri; Nino Ruju; Antonio Ruscica; Ernesto Russo; Mario Russo

### S
Linuccia Saba; Angelo Sabbatani; Enrico Sacchetti; Brunella Saetti; Bruno Saetti; Rita Saglietto; Fulvio Saini; Raffaele Saitto; Alberto Salietti; Giorgio Saltelli; Ada Salvadori; Aldo Salvadori; Alberto Sani; Ettore Sannino; Francesco Sansone; Antonio Santagata; Giulio Santi; Antelma Santini; Giovan Battista Santini; Ruggero Sargentini; Sergio Sasso; Aligi Sassu; Geny Savarino; Filiberto Sbardella; Carlo Sbisà; Giordano Scaravelli; Luigi Scarpanti; Filiberto Scarpelli; Pietro Scarpellini; Costanzo Schiavi; Vincenzo Schiavio; Nicola Schiavone; Daniele Schmidt; Mirella Schott Sbisà; Vittorio Schweiger; Giuseppe Sciaccaluga; Nunzio Sciavarello; Lello Scorzelli; Filippo Scroppo; Remo Scuriatti; Giovanni Segantini; Alfano Segura; Fioravante Seibezzi; Gaspare Sensi; Raffaello Sernesi; Nanni Servettaz; Aldo Sigali; Carlo Sergio Signori; Telemaco Signorini; Alessandro Silla; Gino Silvestri; Antonio Siri; Ugo Sissa; Carlo Siviero; Enrico Socrate; Fabio Massimo Solari; Solatium (Mario Buonsolazzi); Piero Solavagione; Ivo Soli; Francesco Somaini; Pier Luigi Sonetti; Liana Sotgiu; Armando Spadini; Guido Spalmach; Claudio Spattini; Luigi Spazzapan; Francesco Speranza; Domenico Spinosa; Nicola Sponza; Cosimo Sponziello; Enrica Spotorno; Nino Springolo; Fides Stagni; Pippi Starace; Vito Stifano; Luigi Strazzabosco; Carlo Striccoli; Alberto Sughi; Luigi Surdi

### T
Remo Taccani; Tullio Tamaro; Orfeo Tamburi; Lea Tassi; Luciano Tastaldi; Tato; Aldo Tavella; Casimiro Teja; Alfonso Tentarelli; Roberto Terracini; Nello Testi; Ampelio Tettamanti; Umberto Tirelli; Francesco Tizzano; Giovanni Tizzano; Giovanni Toffolo; Emilio Tolaini; Giacchino Toma; Fiorenzo Tomea; Marcello Tommasi; Alighiero Tondi; Carlo Toppi; Mario Toppi; Sinibaldo Tordi; Ermanno Toschi; Arturo Tosi; Gabrio Tosti di Valminuta; Amerigo Tot; Carlo Toti; Mario Tozzi; Virgilio Tramontin; Ernesto Treccani; Tremacoldo; Guglielmo Trento; Alberto Trevisan; Enzo Trevisi; Angelo Tricca; Fernando Troso; Trilussa (Carlo Salustri); Disma Tumminello

### U
Ildebrando Urbani; Angelo Urbani Del Fabretto

### V
Wanda Vaccaro; Maria Vagliasindi Del Castello; Alvio Vaglini;  Anton Pietro Valente; Livio Orazio Valentini; Sandro Vangelli; Giovanni Vanni; Mario Varagnolo; Valeria Vecchia; Pompeo Vecchiati; Mario Vellani Marchi; Luigi Venturini; Carlo Verdecchia; Goffredo Verginelli; Libero Verzetti; Lorenzo Viani; Franco Villoresi; Franco Viola; Fulvio Viola; Romano Vio; Raoul Virtoli; Fernando Vita; Alberto Vitali; Teresa Vitali; Eugenio Viti; Pasquale Vitiello; Umberto Vittorini; Aida Viva; Rosina Viva; Giuseppe Viviani; Lucenti Vuattolo; Mirko Vuscetich

### W
Remo Wolf

### Z
Piero Zaltron; Dante Zamboni; Jole Zambonini Guidi; Alberto Zampieri; Tono Zancanaro; Pedramaria Zandegiacomo; Federico Zandomeneghi; Giuseppe Zanfardini; Carlo Zanfragnini; Ada Zanolo; Odoardo Zappulli; Nwarth Zarian; Umberto Zerbinati; Alberto Ziveri; Gino Zocchi; Annibale Zucchini; Oreste Zuccoli.

## Fonte
VI Quadriennale nazionale d'arte di Roma, De Luca Editore, Roma 1951